# Бомбардовање ће почети за пет минута
Бомбардовање ће почети за пет минута (енгл. We begin bombing in five minutes) или реченица о почетку бомбардовања СССР је шала коју је 11. августа 1984. године изговорио амерички председник, републиканац Роналд Реган, током кампање за председничке изборе, док се припремао за недељно обраћање нацији на Националном јавном радију. Реган се обратио радио техничарима док се вршила тонска проба:
Моји Американци, задовољан сам што могу да вам саопштим да сам управо потписао докуменат којим ће Русија бити уклољена заувек. Бомбардовање ће почети за пет минута.
Шала је била пародија на уводну реченицу говора тога дана:
Моји драги Американци, задовољан сам што могу да вам кажем да сам данас потписао закон који ће дозволити ђачким верским групама да почну да уживају право које им је дуго било забрањено — слободу да се окупљају у јавним средњим школама током ваннаставних часова, као што је и дозвољено другим ђачким групама.
Насупрот популарној заблуди, овај гаф није био јавно емитован преко радија, већ је касније процурео у јавност. Токијске новине Јомиури Шимбун су известиле у октобру 1984. да је Совјетска далекоисточна армија стављена под узбуну када је Реганово обраћање обзнањено и да узбуна није повучена наредних 30 минута. Неименовани помоћник америчког конгресмена Мајкла Барнса је потврдио да је Пентагон био свестан узбуне. Нема извештаја о било каквом промену степена DEFCON-а за САД.
Иако то није био први пут да се Реган шали током говора или обраћања нацији, званична совјетска новинска агенција ТАСС је осудила шалу, објавивши да „СССР осуђује овај непријатељски напад без преседана од стране америчког председника“ и да је „овај начин понашања је у супротности са великом одговорношћу коју носе шефови нуклеарних држава зарад судбине њихових сопствених народа и човечанства“.